# Lista de filmes de Santa Catarina
Lista e histórico da produção de cinema realizado no estado de Santa Catarina, Brasil.

## Primeiro Cinema 1900 a 1920
Existem poucos registros acerca do primeiro filme produzido em Santa Catarina. Sabe-se apenas das vistas, como sinaliza Zeca Pires em seu livro O cinema em Santa Catarina:
- ”(...) é possível que o primeiro filme produzido em Santa Catarina, sejam imagens apresentadas pelo Cinematógrapho Apollo com vistas de Brusque, Itajaí e arredores. E quase mais nada se sabe sobre o inicio da produção local “[1]

| Ano  | Filme                                | Gênero       | Formato |
| ---- | ------------------------------------ | ------------ | ------- |
| 1900 | Vista de Brusque, Itajaí e arredores | Documentário | 35 mm   |
| 1901 | Vista de Santa Catarina              | Documentário | 35 mm   |

## Cinema de Cavação 1921 a 1930
- “De posse de uma filmadora de 35 mm, Baumgarten mesmo, revelava e copiava seus filmes (...). Geralmente documentários sobre acontecimentos políticos e sociais (...).”[2]

| Ano  | Filme | Diretor            | Gênero       | Formato | Local de Produção | Produtora       |
| ---- | --- | ------------------ | ------------ | ------- | ----------------- | --------------- |
| 1925 | 75 anos de Blumenau - 9ª C. Metralhadora                                                                              | José Julianelli    | Documentário | 35 mm   | Blumenau          | Universum Filme |
| 1925 | O jubileu do 75º aniversário da Fundação de Blumenau no dia 15 de novembro de 1925                                    | José Julianelli    | Documentário | 35 mm   | Blumenau          | Universum Filme |
| 1926 | Centenário de São José                                                                                                | José Julianelli    | Documentário | 35 mm   | Blumenau          | Universum Filme |
| 1926 | Chegada do Príncipe de Orleans e Bragança a Joinville                                                                 | José Julianelli    | Documentário | 35 mm   | Blumenau          | Universum Filme |
| 1926 | Inauguração da Ponte Hercílio Luz                                                                                     | José Julianelli    | Documentário | 35 mm   | Florianópolis     | Universum Filme |
| 1926 | Inauguração da Ponte de Indaial                                                                                       | José Julianelli    | Documentário | 35 mm   | Indaial           | Universum Filme |
| 1926 | O Progresso de Blumenau                                                                                               | José Julianelli    | Documentário | 35 mm   | Blumenau          | Universum Filme |
| 1926 | Recepção à chegada em Blumenau do Ilustríssimo Dr. Adolpho Konder digno futuro governador do Estado de Santa Catarina | José Julianelli    | Documentário | 35 mm   | Blumenau          | Universum Filme |
| 1928 | Washington Luis em Joinville                                                                                          | José Julianelli    | Documentário | 35 mm   | Joinville         | Universum Filme |
| 1929 | Alfredo Baumgarten | Alfredo Baumgarten | Documentário | 35 mm   | Florianópolis     |                 |
| 1929 | Os festejos do Centenário da Colonização Alemã em São Pedro de Alcântara e São José                                   | José Julianelli    | Documentário | 35 mm   | Blumenau          | Universum Filme |
| 1930 | A Grande Parada da Força Pública Estadual                                                                             | J.J. Gomes         | Documentário | 35 mm   | Florianópolis     |                 |

## A Baronesa e outras produções 1930 a 1955
No final dos anos 90 foram encontrados os rolos de 16 mm pertencentes à Edla von Wangenheim, a Baronesa, com imagens da cidade de Florianópolis ao final dos anos 30.
- “Filmes em 16 mm feitos por Edla von Wangenheim ajudam a conhecer a cidade de Florianópolis do final dos anos 30 e início dos anos 40. O material foi recuperado pelo projeto Marint, do Curso de Jornalismo da UFSC. (...) Os rolos com três minutos de cenas (em média) cada um mostram algumas cidades catarinenses e principalmente a Ilha de Santa Catarina, em Florianópolis. (...) E a riqueza dos filmes de Edla está presente no cotidiano que retratou. As festas de páscoa, das crianças da família, os passeios pela Ilha, o final de uma caça à baleia na praia da Armação do Pântano do Sul, enfim, a vida da família no final dos anos 30 e início dos 40.”[3]

### Willy Sievert
- “Já em 1952, influenciado por um amigo, adquiriu sua primeira filmadora, uma Keystone. Depois com uma Polaroid Bolex produziu até 1983 cerca de 62 jornais de Blumenau em rolos de 400 pés, com vinte minutos de duração e diversos filmes sobre acontecimentos locais. Willy Sievert registrou desde 1952, quase todos os fatos locais de sua cidade, Blumenau, em filmes mudos de 16 mm.”[4]
- “Ele mesmo, sempre com uma filmadora 16 mm na mão, filmou os principais acontecimentos ocorridos em Blumenau na segunda metade do século 20. Foram desfiles de 7 de setembro, enchentes, visitantes ilustres, festas da cerveja e tudo que pudesse ser registrado nos famosos ‘cinejornais’ do ‘seu Willy’.  Ele chegou a filmar o incêndio de um navio petroleiro em Itajaí, uma tragédia que deixou o Estado inteiro assustado. Embora fossem mudos, estes filmes em sua maioria eram coloridos e constituem hoje em dia um registro muito importante da história do município.”[5]

## Grupo Sul 1956 e 1968
| Ano  | Filme             | Diretor           | Gênero | Formato | Local de Produção | Produtor          |
| ---- | ----------------- | ----------------- | ------ | ------- | ----------------- | ----------------- |
| 1958 | O Preço da Ilusão | Nilton Nascimento | Ficção | 35 mm   | Florianópolis     | Armando Carreirão |

- “Carreirão começou, então, a produzir filmes publicitários (...) de bailes de debutantes, visitas de autoridades, jogas de futebol, concursos de beleza e outros acontecimentos. O principla cliente de trabalhos de divulgação erro o Governo do Estado. Foram feitas 180 produções, de 1958 a 1970. Todos os filmes eram produzidos em Santa Catarina e revelados, montados e mixados em São Paulo (...).”[6]

## Guca 1969 a 1979
- “Entusiasmados com a receptividade obtida pelo ‘Novelo’, os integrantes do GUCA produziram um curtíssima metragem. ‘A vida é curta e ...’, onde ‘ besta’ ocuparia o lugar das reticências. Uma crítica ao casamento burguês.”[7]

### Hassis
- “Suas experiências estéticas com cinema começaram em 1964, quando adquiriu um equipamento 8 mm para filmar sua família. Três anos mais tarde ele comprou o equipamento Super 8 e começou a filmar Florianópolis. Estas imagens dão origem ao seu primeiro filme “Retalhos”. As incursos de Hassis no cinema geram 7 curtas metragens, que vão da alegoria à animação”[8]

| Ano  | Filme                                        | Diretor                                            | Gênero       | Formato | Local de Produção | Notas |
| ---- | -------------------------------------------- | -------------------------------------------------- | ------------ | ------- | ----------------- | --- |
| 1969 | No Elevador                                  | Rodrigo de Haro                                    | Experimental | 16 mm   | Florianópolis     | |
| 1969 | Novelo                                       | Pedro Paulo Souza                                  | Ficção       | 16 mm   | Florianópolis     | |
| 1970 | Batucada                                     | Hiedy de Assis Corrêa Hassis                       | Experimental | Super 8 | Florianópolis     | |
| 1970 | Nau Fantasma                                 | Gilberto Gerlach                                   | Experimental | 16 mm   | Florianópolis     | |
| 1972 | A Via Crucis                                 | Deborah Cardoso Duarte e Nelson dos Santos Machado | Ficção       | 16 mm   | Florianópolis     | |
| 1974 | O Vôo da Bailarina                           | Juliana Wosgraus e Ito Luenenberg                  | Animação     | Super 8 | Florianópolis     | |
| 1975 | O Palco                                      | Juliana Wosgraus e Ito Luenenberg                  | Animação     | Super 8 | Florianópolis     | |
| 1976 | Olaria: A cerâmica em São José e Palhoça -SC | Deborah Cardoso Duarte e Nelson dos Santos Machado | Documentário | 16 mm   | Florianópolis     | Prêmio Cinemateca do Museu de Arte do Rio de Janeiro na VI Jornada Brasileira do Curta Metragem, em Salvador |
| 1977 | Putz                                         | Paulo R. Rocha                                     | Animação     | Super 8 | Florianópolis     | |
| 1978 | Fpolis Era                                   | Hiedy de Assis Corrêa Hassis                       | Ficção       | Super 8 | Florianópolis     | |
| 1979 | A Dança do Boi                               | Hiedy de Assis Corrêa Hassis                       | Animação     | Super 8 | Florianópolis     | |

## Cinema Universitário dos anos 80
| Ano  | Filme                             | Diretor                                                            | Gênero       | Formato | Local de Produção       | Produtora       |
| ---- | --------------------------------- | ------------------------------------------------------------------ | ------------ | ------- | ----------------------- | --------------- |
| 1980 | Blunn, O desafio de uma raça      | Gilson Giehl                                                       | Ficção       | Super 8 | Oeste de Santa Catarina |                 |
| 1980 | Jeruza do Mar                     | Ody Fraga                                                          | Ficção       | 35mm    | Florianópolis           |                 |
| 1984 | Diário de um ladrão               | Nina Lúcia Viegas                                                  | Ficção       | Super 8 | Florianópolis           |                 |
| 1984 | Ele nu e cru                      | Oswaldo Pereira Filho, Liliane Motta da Silveira e Marta Massolini | Ficção       | Super 8 | Florianópolis           |                 |
| 1984 | Infanticídio                      | Jeanete di Pietro                                                  | Ficção       | Super 8 | Florianópolis           |                 |
| 1984 | Nicho Perdido                     | Raquel Vieira Wandelli                                             | Ficção       | Super 8 | Florianópolis           |                 |
| 1984 | O Trote Universitário             | Zeca Pires e Antonio Carlos Freitas                                | Ficção       | 35 mm   | Florianópolis           |                 |
| 1984 | À um passo da morte               | João Eduardo di Pietro                                             | Ficção       | Super 8 | Florianópolis           |                 |
| 1985 | Conflito                          | Mauro Faccioni Filho                                               | Ficção       | Super 8 | Florianópolis           |                 |
| 1985 | Ilha Catarina, mulheres e meninas | Lena Bastos                                                        | Documentário |         |                         |                 |
| 1986 | Alguns anos depois                | Ângelo Clemente Sganzerla                                          | Documentário | Super 8 | Florianópolis           |                 |
| 1986 | Jesus é traído na cruz            | Mauro Faccioni FIlho                                               | Ficção       | 16 mm   | Florianópolis           |                 |
| 1987 | Bruxa                             | Mauro Faccioni Filho                                               | Documentário | 16 mm   | Florianópolis           | Ex-Comunicações |
| 1987 | Calibre 12                        | João Amorim                                                        | Ficção       | 35mm    | Lages                   |                 |
| 1987 | Eis                               | Mauro Faccioni Filho                                               | Documentário | BP      |                         |                 |
| 1987 | Família                           | Mauro Faccioni Filho e Charles Odair da Silva                      | Animação     | 16 mm   | Florianópolis           |                 |
| 1987 | João Brasil                       | Zeca Pires                                                         | Ficção       | Super 8 | Florianópolis           |                 |
| 1987 | Uma Administração                 | Desconhecido                                                       | Documentário | 16 mm   | Chapecó                 |                 |

## A Retomada em SC
A Retomada do Cinema em Santa Catarina é considerada a partir do lançamento do filme Manhã, de Zeca Pires, em 1990 e se encerra com o lançamento do primeiro “Edital Cinemateca Catarinense FCC” (que mais tarde fora renomeado para “Prêmio Catarinense de Cinema FCC”) em 2001.

### Longa-metragens
| Ano  | Filme                                    | Diretor                  | Gênero | Formato | Local de Produção | Produtora                  | Financiamento e Festivais |
| ---- | ---------------------------------------- | ------------------------ | ------ | ------- | ----------------- | -------------------------- | ------------------------- |
| 1996 | Homem sem terra - A volta de João Amorim | Francisco Cavalcanti     | Ficção | 35 mm   | Lages             |                            |                           |
| 1997 | Shuim, O Grande Dragão Rosa              | Cristiano Popov Zambiasi | Ficção | Vídeo   | Chapecó           | Conjuração Trash Produções |                           |
| 1999 | Cruz e Sousa - o poeta do Desterro       | Sylvio Back              | Ficção | 35 mm   | Blumenau          |                            |                           |

### Curta e Média-metragens
| Ano  | Filme                                          | Diretor                                        | Gênero                  | Formato    | Local de Produção | Produtora                                                          | Financiamento e Festivais |
| ---- | ---------------------------------------------- | ---------------------------------------------- | ----------------------- | ---------- | ----------------- | ------------------------------------------------------------------ | --- |
| 1990 | Manhã                                          | Zeca Pires e Norberto Despizzolatti            | Ficção                  | 35 mm      | Florianópolis     |                                                                    | Exibido pelo Clube Brasileiro de Zurique no Filmopodium, em Zurique - Suiça Selecionado para o Festival do Nuevo Cine Latinoamericano de 1991, em Havana - Cuba 14º Guarnicê de Cinema e Video, em São Luís (MA) - Prêmio de Melhor Filme do Juri Popular Exibido no 18º Festival de Cinema Brasileira de Gramado |
| 1990 | O Vôo Solitário                                | Chico Faganello                                | Documentário            | 16 mm      | Florianópolis     |                                                                    | Exibido pelo Clube Brasileiro de Zurique no Filmopodium, em Zurique – Suiça 18ª Jornada Internacional de Cinema e Vídeo da Bahia 19º Festival de Cinema de Gramado |
| 1991 | A Revoada da Gralha                            | Lena Bastos e Cleide Albuquerque               |                         |            | Florianópolis     |                                                                    | Exibido no 18ª Jornada Internacional da Cinema e Video da Bahia |
| 1992 | Desterro                                       | Eduardo Paredes                                | Ficção                  | 35 mm      | Florianópolis     | Usina Press Vídeo Produções Cinematográficas Ltda.                 | Indicado a Melhor Fotografia (1992) Festival de Cinema Brasileiro de Gramado |
| 1992 | Farra do Boi                                   | Zeca Pires e Norberto Depizzolatti             | Documentário            | 16 mm      |                   |                                                                    | Exibido pelo Clube Brasileiro de Zurique no Filmopodium, em Zurique - Suiça |
| 1992 | O Mau Selvagem                                 | Mauro Faccioni FIlho                           | Ficção                  | 16 mm      | Florianópolis     |                                                                    | |
| 1994 | Alva Paixão: Cruz e Sousa final séc. XIX       | Maria Emília de Azevedo                        | Ficção                  | 35 mm      | Florianópolis     |                                                                    | Selecionado para o 23º Festival de Cinema Brasileiro de Gramado |
| 1995 | Naturezas Mortas                               | Penna Filho                                    | Documentário            | 35 mm      | Florianópolis     | MGS Comunicação                                                    | Indicado ao Prêmio de Melhor Filme pelo Juri Popular no 23º Festival de Cinema Brasileiro de Gramado |
| 1996 | Anga, O canal da lagoa                         | André Bob Barbosa                              | Experimental            | 16 mm      | Florianópolis     |                                                                    | |
| 1996 | Cartas Italianas                               | Chico Faganello                                | Documentário            |            | Florianópolis     |                                                                    | |
| 1996 | Eles Estão Chegando                            | Cristiano Popov Zambiasi                       | Ficção                  | Vídeo      | Chapecó           | Conjuração Trash Produções                                         | |
| 1996 | Ponte Hercílio Luiz: Patrimônioi da Humanidade | Zeca Pires                                     | Documentário            | 35 mm      | Florianópolis     | Mundo Imaginário Produções; Penna Filho Produções Cinematográficas | Selecionado para o 24º Festival de Cinema Brasileiro de Gramado |
| 1996 | Ritinha                                        | Antonio Celso dos Santos                       | Ficção                  | 35 mm      | Florianópolis     | Grua Produções Audiovisuais                                        | |
| 1996 | Victor Meirelles: Quadros da Hstória           | Penna Filho                                    | Ficção                  | 35 mm      | Florianópolis     | Adalberto Penna Produções Cinematográficas                         | Selecionado para o 29º Festival de Brasilia do Cinema Brasileiro Selecionado para o 24º Festival de Cinema Brasileiro de Gramado |
| 1997 | Arquitetura                                    | Luiza Lins e Ligia Walper                      | Documentário            |            | Florianópolis     |                                                                    | |
| 1997 | Carpindo os Corpos                             | Cristiano Popov Zambiasi                       | Ficção                  | Vídeo      | Chapecó           | Conjuração Trash Produções                                         | |
| 1998 | Acidentando os Corpos                          | Cristiano Popov Zambiasi                       | Ficção                  | Vídeo      | Chapecó           | Conjuração Trash Produções                                         | |
| 1998 | Atrasado de Novo                               | Cristiano Popov Zambiasi                       | Ficção                  | Vídeo      | Chapecó           | Conjuração Trash Produções                                         | |
| 1998 | Bruxa Viva                                     | Lena Bastos                                    | Ficção                  | 35 mm      | Florianópolis     |                                                                    | |
| 1998 | Experimentando                                 | André Bob Barbosa                              | Documentário            | Vídeo      | Florianópolis     |                                                                    | Vencedor do Prêmio do Festival Internacional do Making Of 1999 – Categoria Universitário |
| 1998 | Na Estrada da Vida                             | Alan Langdon e Guilherme Ledoux                | Ficção                  | Vídeo      | Florianópolis     |                                                                    | |
| 1998 | Novembrada                                     | Eduardo Paredes                                | Ficção                  | 35 mm      | Florianópolis     | Usyna Press Vídeo Produções Cinematográricas Ltda.                 | Indicado aos Prêmios de Melhor Direção de Arte e Melhor Filme pelo Juri Popular do (1998) Festival de Cinema Brasileiro de Gramado. |
| 1998 | O Monstro do Parque                            | Cristiano Popov Zambiasi                       | Ficção                  | Vídeo      | Chapecó           | Conjuração Trash Produções                                         | |
| 1998 | Operando os Corpos                             | Cristiano Popov Zambiasi                       | Ficção                  | Vídeo      | Chapecó           | Conjuração Trash Produções                                         | |
| 1998 | Rebocando os Corpos                            | Cristiano Popov Zambiasi                       | Ficção                  | Vídeo      | Chapecó           | Conjuração Trash Produções                                         | |
| 1998 | Seo Chico, Terra e Alma                        | José Rafael Mamigonian                         | Documentário            | 35 mm      | Florianópolis     |                                                                    | |
| 1998 | Tela                                           | Francis Silvy, André Bob Barbosa e Diego Singh | Experimental Video-Clip | 16 e 35 mm | Florianópolis     |                                                                    | |
| 1999 | Fronteira                                      | Chico Faganello                                | Ficção                  | 35 mm      | Florianópolis     |                                                                    | |
| 1999 | Irmãos Canozzi - A história que virou lenda    | Fernando de Oliveira Leão                      | Ficção                  |            | Itajaí            |                                                                    | |
| 1999 | Mulheres de Palavras                           | Katia Klock e Maurício Venturi                 | Documentário            | Vídeo      | Florianópolis     |                                                                    | |
| 2000 | A Bela e a Fome                                | Cristiano Popov Zambiasi                       | Ficção                  | Vídeo      | Chapecó           | Conjuração Trash Produções                                         | |
| 2000 | Amálgama                                       | Direção coletiva                               | Experimental            | 16 mm      | Florianópolis     |                                                                    | |
| 2000 | Em Busca da Saleira Perdida                    | Equipe Pintô Sujeira                           | Ficção                  | Vídeo      | Florianópolis     |                                                                    | Exibido no 4º Florianópolis Audiovisual Mercosul Exibido no 2º Catavídeo |
| 2000 | Féndô - Tributo a uma guerreira                | Penna FIlho                                    | Documentário            | Vídeo      |                   |                                                                    | Melhor Vídeo Educativo no I Festival da Terra, 2000, em Brasília, promovido pela CONTAG, e Menção Honrosa no 7º CineEco (Serra da Estrela, Portugal) |
| 2000 | A Fuga                                         | Conjuração Trash                               |                         | Vídeo      | Chapecó           |                                                                    | |
| 2000 | Madre Paulina                                  | Chico Faganello                                | Documentário            | Vídeo      | Florianópolis     |                                                                    | |
| 2000 | Mergulhando em Bombinhas                       | Leandro Rangel                                 | Documentário            | Super 8    | Florianópolis     |                                                                    | |
| 2000 | O Segredo do Mosteiro                          | Saulo Popov Zambiasi                           | Ficção                  | Vídeo      | Chapecó           | Conjuração Trash Produções                                         | |

## Cinema Contemporâneo

### Longa-metragens
| Ano  | Filme                                                      | Diretor                         | Gênero       | Formato | Local de Produção          | Produtora                                 | Financiamento / Festivais / Canal de Vídeo |
| ---- | ---------------------------------------------------------- | ------------------------------- | ------------ | ------- | -------------------------- | ----------------------------------------- | --- |
| 2002 | A Odisseia de Hartan - Episódio VI - Ameaçando o Fantasma  | Cristiano Popov Zambiasi        | Ficção       | Vídeo   | Chapecó/Florianópolis      | Conjuração Trash Produções                | https://youtu.be/8ccerH6lxyg 1.296 Visualizações |
| 2004 | Procuradas                                                 | Zeca Pires e José Frazão        | Ficção       | 35 mm   | Florianópolis              | Imagem Filmes, Mundo Imaginário Produções | https://youtu.be/SEZVXIMQcI4 6.304 Visualizações |
| 2006 | Seo Chico - Um Retrato                                     | José Rafael Mamigonian          | Documentário | 35 mm   | Florianópolis              |                                           | Contemplado pelo Prêmio Catarinense de Cinema FCC 2001 Prêmio de Melhor Fotografia - XV Cine Ceará Prêmio especial do Juri – Forumdoc.bh 2005 https://youtu.be/7FBAoJpSjJA 2.808 Visualizações |
| 2006 | Outra Memória                                              | Chico Faganello                 | Ficção       | 16 mm   | Florianópolis; Blumenau    |                                           | https://youtu.be/OUefacxS-Es 12.277 Visualizações |
| 2006 | Um craque chamado Divino                                   | Penna Filho                     | Documentário | 35 mm   | Florianópolis              |                                           | https://youtu.be/Ob6oi9-8XNs 13.264 Visualizações |
| 2007 | A Odisseia de Hartan - Episódio V - O Retorno do Imperador | Cristiano Popov Zambiasi        | Ficção       | Vídeo   | Chapecó/Florianópolis      | Conjuração Trash Produções                | https://youtu.be/DTmSg9zSCcg 1.086 Visualizações |
| 2007 | Luiz Henrique - No Balanço do Mar                          | Ieda Beck                       | Documentário |         | Florianópolis              |                                           | https://youtu.be/_XI8cYEtKJs 2.565 Visualizações |
| 2007 | Olhar de um Cineasta                                       | César Cavalcanti                | Documentário | Vídeo   | Florianópolis              |                                           | |
| 2008 | Sistema de Animação                                        | Guilherme Ledoux e Alan Langdon | Documentário | Vídeo   | Florianópolis              |                                           | |
| 2009 | Maciço                                                     | Pedro MC                        | Documentário | Vídeo   | Florianópolis              |                                           | Contemplado pelo Prêmio Cinemateca Catarinense FCC 2005 https://youtu.be/qXnpf74Qr4g 256 Visualizações                                                                                         |
| 2012 | O Anjo                                                     | Marcelo Niess                   | Ficção       | Vídeo   | Blumenau                   | CINEMAR                                   | Filme selecionado para o 4º Festival de Cinema Transcendental - Brasília https://youtu.be/IyqnPKpvR50 1.135.211 Visualizações                                                                  |
| 2013 | Ensaio                                                     | Tânia Lamarca                   | Ficção       |         | Florianópolis              |                                           | |
| 2013 | Rendas no ar                                               | Sandra Alves                    | Ficção       |         | Florianópolis              |                                           | |
| 2014 | Das Profundezas                                            | Penna Filho                     | Ficção       |         | Florianópolis/Forquilhinha |                                           | |
| 2015 | Oração do Amor Selvagem                                    | Chico Faganello                 | Drama        | Vídeo   | Antônio Carlos-SC          |                                           | Viabilizado pelo Edital Catarinense de Cinema de 2012 39ª Mostra Internacional de Cinema de São Paulo                                                                                          |

### Curta e Média-metragens
| Ano  | Filme | Diretor | Gênero               | Formato               | Local de Produção                  | Produtora                                         | Financiamento e Festivais |
| ---- | --- | --- | -------------------- | --------------------- | ---------------------------------- | ------------------------------------------------- | --- |
| 1988 | Neurose | Eduardo Loos | Ficção               | Video                 | Brusque                            | Brusfilm Studios                                  | |
| 1988 | Neurose 2 | Eduardo Loos | Ficção               | Video                 | Brusque                            | Brusfilm Studios                                  | |
| 1988 | Neurose 3 | Eduardo Loos | Ficção               | Video                 | Brusque                            | Brusfilm Studios                                  | |
| 2001 | Alma açoriana | Penna Filho | Documentário         | 16 mm                 | Florianópolis                      | Penna Filho Produções                             | |
| 2001 | A Canção e o Chimarrão                                                                                                | Cristiano Popov Zambiasi | Vídeo Arte           | Vídeo                 | Chapecó                            | Conjuração Trash Produções                        | |
| 2001 | Despertando em Sonhos                                                                                                 | Saulo Popov Zambiasi | Ficção               | Vídeo                 | Chapecó/Florianópolis              | Conjuração Trash Produções                        | |
| 2001 | Ilha | Zeca Pires | Ficção               | 35 mm                 | Florianópolis                      |                                                   | |
| 2001 | Isto nunca me aconteceu                                                                                               | Uriel Junior | Ficção               | Vídeo                 | Florianópolis                      |                                                   | |
| 2001 | Morte no Caveiras | Fernando de Oliveira Leão |                      |                       | Itajaí                             |                                                   | |
| 2001 | O Homem Mais Feio da Terra                                                                                            | Direção Conjunta | Vídeo                | Chapecó/Florianópolis | Conjuração Trash Produções/Patrola |                                                   | |
| 2001 | O Sonho não Acabou | Saulo Popov Zambiasi | Vídeo                | Florianópolis         | Conjuração Trash Produções         |                                                   | |
| 2001 | Pelas Barbas de Magrite                                                                                               | Lina Lavoratti e Paulo Maisatto | Ficção               | Vídeo                 | Florianópolis                      |                                                   | |
| 2001 | Roda dos Expostos | Maria Emília de Azevedo | Ficção               | 35 mm                 | Florianópolis                      |                                                   | Prêmio de Melhor Fotografia em Curta-Metragem 35 mm no 29º Festival de Cinema Brasileiro de Gramado                                           |
| 2001 | Vlad Party | Equipe Pintô Sujêra | Ficção               | Vídeo                 | Florianópolis                      |                                                   | |
| 2002 | Alumbramentos | Laine Milan | Ficção               | 35 mm                 | Florianópolis                      | TVi Televisão e Cinema                            | |
| 2002 | Arqueologia: Um olhar no passado                                                                                      | Daniela Araújo | Documentário         | Vídeo                 | Florianópolis                      |                                                   | Exibido no 7º Florianópolis Audiovisual Mercosul (FAM)                                                                                        |
| 2002 | A Calçada | Irene Baldacin e Marcelo Esteves | Documentário         | Vídeo                 | Florianópolis                      |                                                   | |
| 2002 | Cólera | César Maximiliano | Ficção               | Vídeo                 | São José                           |                                                   | Exibido no 7º Florianópolis Audiovisual Mercosul                                                                                              |
| 2002 | A Coroa | Maria Emília de Azevedo | Ficção               | Vídeo                 | Florianópolis                      |                                                   | |
| 2002 | O Corredor | Jano Moskorz, Loli Menezes | Ficção               | Vídeo                 | Florianópolis                      |                                                   | |
| 2002 | Êxodo | Yannet Briggiler | Animação             | Vídeo                 | Florianópolis                      |                                                   | |
| 2002 | Felaccio | Marcos Martins | Ficção               | 16 mm                 | Florianópolis                      | Unisul                                            | |
| 2002 | O Filme que ninguém viu                                                                                               | Marco Stroisch | Documentário         | Vídeo                 | Florianópolis                      |                                                   | Contemplado pelo Prêmio Cinemateca Catarinense FCC                                                                                            |
| 2002 | Jurandir Manoel da SIlva - Na Epiderme das Sombras                                                                    | RIcardo Weshenfelder | Documentário         | Vídeo                 | Florianópolis                      |                                                   | |
| 2002 | Lapídeo | Paulo Calasans e Emanuela Vieira | Ficção               | Vídeo                 | Florianópolis                      |                                                   | Exibido no Florianópolis Audiovisual Mercosul 2003                                                                                            |
| 2002 | Lições Químicas | Vander Colombo; Rodrigo Amboni | Ficção               | Video                 | Florianópolis                      | Unisul                                            | Exibido no Catavídeo |
| 2002 | Miramar, um olhar par ao mundo                                                                                        | Marco Martins e Ricardo Weschenfelder | Documentário         | Vídeo                 | Florianópolis                      |                                                   | Contemplado pelo Prêmio Catarinense de Cinema FCC 2001                                                                                        |
| 2002 | Perto do Mar | Zeca Pires | Ficção               | Vídeo                 | Florianópolis                      |                                                   | |
| 2002 | Saudades da Vila | Tânia Lamarca | Ficção               | Vídeo                 | Florianópolis                      |                                                   | Exibido no Florianópolis Audiovisual Mercosul 2003                                                                                            |
| 2003 | Boule de Suif | Suzana Luz Cardoso | Ficção               | Vídeo                 | Florianópolis                      |                                                   | Exibido no 7º Florianópolis Audiovisual Mercosul                                                                                              |
| 2003 | A Coreografia Plástica do Esmalte                                                                                     | Márcio Martins | Documentário         | Super 8               | Florianópolis                      |                                                   | |
| 2003 | As diversas mortes de Adélia                                                                                          | Chico Caprario | Ficção               | Vídeo                 | Florianópolis                      | TVi -televisão +cinema                            | |
| 2003 | Ilusão | Flávia Zanchetta | Ficção               | 16 mm                 | Florianópolis                      |                                                   | |
| 2003 | Interlúdio | Saulo Popov Zambiasi | Ficção               | Vídeo                 | Chapecó                            | Conjuração Trash Produções                        | |
| 2003 | Isadora | Elisa Damázio | Ficção               | 16 mm                 |                                    |                                                   | Unisul - Universidade do Sul de Santa Catarina                                                                                                |
| 2003 | L’amar | Saldra Alves | Ficção               | 35 mm                 | Florianópolis                      | Vagaluzes Produções Artísticas                    | Contemplado pelo Prêmio Catarinense de Cinema FCC 2001                                                                                        |
| 2003 | Má & Sinhá | Alessandro Assis Maha | Animação             | Vídeo                 | Blumenau                           |                                                   | |
| 2003 | Milk Me | Marco Martins | Ficção               | Vídeo                 | Florianópolis                      |                                                   | Exibido no Florianópolis Audiovisual Mercosul 2003                                                                                            |
| 2003 | Nosferatum | Gurcius Gewdner | Experimental         | Vídeo                 | Palmitos                           |                                                   | |
| 2003 | Sorria você está sendo filmado                                                                                        | Chico Caprario | Ficção               | 35 mm                 | Florianópolis                      |                                                   | |
| 2003 | Um amor tão leve | Laine Milan | Ficção               |                       | Florianópolis                      |                                                   | |
| 2004 | Animus | Alan Langdon | Ficção               | Vídeo                 |                                    |                                                   | |
| 2004 | Felicidade | Emerson Schmidlin | Ficção               | 16 mm                 | Florianópolis                      | Industry Produtores Associados                    | |
| 2004 | Jesus | Ricardo Weschenfelder | Ficção               | 16 mm                 | Florianópolis                      |                                                   | |
| 2004 | Memóriaemoção | Sandra Alves | Experimental         | Vídeo                 | Florianópolis                      |                                                   | |
| 2004 | Modernos do Sul | Katia Klock | Documentário         | Vídeo                 | Florianópolis                      |                                                   | |
| 2004 | Nem o Céu, Nem a Terra                                                                                                | Isabela Hoffmann Dummer | Ficção               | 35 mm                 | Florianópolis                      |                                                   | |
| 2004 | Pay Tumé | Beto e Lallo Valverde Bocchino | Documentário         | Vídeo                 | Itajaí                             |                                                   | |
| 2004 | Peur et Abandon | Vander Colombo | Ficção               | Vídeo                 | Florianópolis                      | Unisul                                            | Exibido no Catavídeo |
| 2004 | Plano B | Saulo Popov Zambiasi | Ficção               | Vídeo                 | Florianópolis                      | Conjuração Trash Produções                        | |
| 2004 | Procuradas | Zeca Pires e José Frazão | Ficção               | 35 mm                 | Florianópolis                      | Imagem Filmes, Mundo Imaginário Produções         | |
| 2004 | PROVIDÊNCIA: Como Fazer um Comercial de Cachaça                                                                       | Equipe Pintô Sujêja | Experimental         | Vídeo                 | Florianópolis                      |                                                   | Exibido no 6º Catavídeo |
| 2004 | Road Movie | Cláudia Cárdenas e Rafael Schlichting | Ficção               | Vídeo                 | Florianópolis                      |                                                   | |
| 2004 | O Santo Mágico | Ronaldo dos Anjos | Ficção               | 35 mm                 | Florianópolis                      |                                                   | |
| 2004 | Temporal | Loli Menezes, Marco Martins | Documentário         | Vídeo                 | Florianópolis                      | Vinil Filmes                                      | |
| 2004 | Veludo & Cacos-de-Vidro                                                                                               | Marco Martins | Ficção               | 35 mm                 |                                    |                                                   | Selecionado pelo Festival Brasileira de Cinema Universitário da Universidade Federal Fluminense                                               |
| 2005 | Memória Imediata | Valeska G. Silva | Ficção               | Vídeo                 | Florianópolis                      |                                                   | Premio Gato Preto |
| 2006 | Vidro | Valeska G. Silva | Ficção               | 35mm                  | Florianópolis                      |                                                   | |
| 2005 | Alto Uruguai | Chico Faganello | Documentário         |                       | Florianópolis                      |                                                   | |
| 2005 | Animato | Direção coletiva | Animação             | Vídeo                 | Florianópolis                      |                                                   | |
| 2005 | Bruxas atacam pescador                                                                                                | Érico Patrício Monteiro | Animação             | Vídeo                 | Florianópolis                      |                                                   | |
| 2005 | O Capitão Imaginário                                                                                                  | Chico Faganello | Documentário         | Video                 | Florianópolis                      |                                                   | |
| 2005 | Curta Ilha | Rafael Favaretto Schlichting | Ficção               | Vídeo                 | Florianópolis                      | Câmera Olho Filmes e Produções                    | |
| 2005 | Do Abismo os Horrores                                                                                                 | Marco Martins | Experimental         | Vídeo                 | Florianópolis                      |                                                   | |
| 2005 | O Espelho | Flavia de Mello Zancheta | Documentário         | Vídeo                 | Florianópolis                      |                                                   | Contemplado pelo Prêmio Catarinense de Cinema FCC 2002                                                                                        |
| 2005 | O Fim do Mundo - Flashback Society                                                                                    | Alan Langdon e Guilherme Ledoux | Ficção               | Vídeo                 | Florianópolis                      |                                                   | Exibido no 7º Catavideo Exibido no Florianópolis Audiovisual Mercosul 2006                                                                    |
| 2005 | Final Feliz | Thiago Machado | Ficção               | Vídeo                 | Florianópolis                      |                                                   | Exibido no Florianópolis Audiovisual Mercosul 2005                                                                                            |
| 2005 | Flor de Pessegueiro                                                                                                   | Angela Bastos | Documentário         | Vídeo                 | Florianópolis                      |                                                   | Contemplado pelo Edital Armando Carreirão (FUNCINE)                                                                                           |
| 2005 | Hassis - um autoretrato imaginado - uma autobiografia inventada                                                       | Marco Martins e Ricardo Weschenfelder | Ficção               | Vídeo                 | Florianópolis                      |                                                   | |
| 2005 | A Lenda do Brilho da Lua                                                                                              | Gabriela Dreher | Animação             |                       | Florianópolis                      |                                                   | |
| 2005 | A Lenda da Serpente do Tanque                                                                                         | Direção Coletiva | Documentário         | Vídeo                 | Lages                              |                                                   | |
| 2005 | Masturbazzione | Marco Martins | Experimental         | Vídeo                 | Florianópolis                      | Vinil Filmes                                      | |
| 2005 | Na Batucada dos Bambas                                                                                                | Graziela Storto | Documentário         | Vídeo                 | Florianópolis                      |                                                   | |
| 2005 | Olhos de Criança | Jefferson Bittencourt | Experimental         | Vídeo                 | Florianópolis                      |                                                   | |
| 2005 | Paisagem Urbana, um olhar sobre a ilha                                                                                | Pedro MC | Documentário         | Vídeo                 | Florianópolis                      |                                                   | |
| 2005 | Passagem | Ariel Schvartzman, Cleuza Maria, Fabíola Beck, Filipe Figueiredo, Maurício Marques, Oscar R. Junior, Saulo Velasco, Thais Reis, Yanina Peralta | Experimental         | Vídeo                 |                                    |                                                   | |
| 2005 | Paulo Companheiro João                                                                                                | Iur Gomes | Documentário         | Vídeo                 | Florianópolis                      |                                                   | Contemplado pelo DOC TV 2005 |
| 2005 | Peça por peça se constrói um amigo                                                                                    | Giuliano Benedet | Animação             | Vídeo                 | Florianópolis                      |                                                   | Exibido no Florianópolis Audiovisual Mercosul 2006                                                                                            |
| 2005 | Peixe Frito | Ricardo de Podestá | Ficção               | Vídeo                 | Florianópolis                      |                                                   | |
| 2005 | O Petróleo é Nosso | Uriel Pereira | Ficção               | 16 mm                 | Florianópolis                      | Exato Segundo Produções                           | |
| 2005 | Por causa do Papai Noel                                                                                               | Mara Salla | Ficção               | 35 mm                 | Florianópolis                      |                                                   | |
| 2005 | Religare | Alexandre Linck Vargas | Ficção               | Vídeo                 | Florianópolis                      |                                                   | |
| 2005 | Retalhos da Memória                                                                                                   | Thais Reis e Bernardo Garcia | Ficção               | Vídeo                 | Florianópolis                      |                                                   | Exibido no Florianópolis Audiovisual Mercosul 2006                                                                                            |
| 2005 | O Senhor e a Senhora Martins                                                                                          | Laine Milan | Ficçao               | 35 mm                 | Florianópolis                      | Tvi-televisão=cinema                              | Contemplado pelo Prêmio Catarinense de Cinema FCC 2002                                                                                        |
| 2005 | Serra Catarinense | Chico Faganello | Documentário         | Vídeo                 | Florianópolis                      |                                                   | |
| 2005 | Tubarões Voadores | Ângelo Clemente | Experimental         | 35 mm                 | Florianópolis                      | ACS Produções                                     | |
| 2005 | Um Tiro na Asa | Maria Emilia de Azevedo | Ficção               | 35 mm                 | Florianópolis                      | Mundo Imaginário                                  | |
| 2005 | Verdades e ruínas em um ato                                                                                           | Vander Colombo | Ficção               | Vídeo                 |                                    |                                                   | |
| 2006 | Aflora | Maíra Corrêa Machado | Ficção               | Vídeo                 | Florianópolis                      |                                                   | |
| 2006 | Além do Samba - A resistência afro-brasileira                                                                         | César Cavalcanti | Documentário         | Vídeo                 | Florianópolis                      |                                                   | |
| 2006 | Alerta Invasores | Alexandre Garcia | Ficção               | Vídeo                 | Florianópolis                      |                                                   | |
| 2006 | Aproveitem o mar | Cristian Abes | Ficção               | Vídeo                 | Florianópolis                      |                                                   | |
| 2006 | Árvore Solitária | Letícia Friedrich | Ficção               | 16 mm                 | Florianópolis                      |                                                   | Exibido no 9º Catavídeo |
| 2006 | Audiovisual: O Preço da Ilusão                                                                                        | Nayana Brasil | Documentário         | Vídeo                 | Florianópolis                      |                                                   | |
| 2006 | Borboleta | Cameni Silveira | Ficção               | Vídeo                 | Florianópolis                      |                                                   | |
| 2006 | Chapéu - Um filme de chapeuzinhos                                                                                     | Marilia Gervasi Olska | Experimental         | Vídeo                 | Florianópolis                      |                                                   | |
| 2006 | A Cigarra e a Formiga                                                                                                 | Monica Marcon e Suzana Marcon | Animação             | Vídeo                 | Florianópolis                      |                                                   | Exibido no 10º Florianópolis Audiovisual Mercosul (FAM)                                                                                       |
| 2006 | Comunicado | Breno Furtado |                      | Vídeo                 |                                    |                                                   | |
| 2006 | Contato de Norteville                                                                                                 | Uriel Pereira | Ficção               |                       | Florianópoli                       |                                                   | |
| 2006 | Dyckias, Tempos de Extinção                                                                                           | Jonas Edson Pinto e Iur Gomes | Documentário         | Vídeo                 | Florianópolis                      |                                                   | |
| 2006 | Em Nossas Vidas | Regina Fenilli | Ficção               | Vídeo                 | Florianópolis                      |                                                   | |
| 2006 | Entre os Dias | Fernanda Scneider | Ficção               | Vídeo                 | Florianópolis                      |                                                   | |
| 2006 | Fantasmas | Rodrigo Amboni | Ficção               | Vídeo                 | Florianópolis                      |                                                   | |
| 2006 | Isto não é um filme                                                                                                   | Loli Menezes | Ficção               | Vídeo                 | Florianópolis                      | Vinil Filmes                                      | |
| 2006 | Leonor Guedes - Memórias Em Órbita                                                                                    | Fabíola Beck |                      | Vídeo                 |                                    |                                                   | |
| 2006 | Mariscos e Miolos | Renan Blah | Ficção               | Vídeo                 | Florianópolis                      |                                                   | |
| 2006 | Metáforas da Vivão | Samuel Imparato | Experimental         | Vídeo                 | Florianópolis                      |                                                   | |
| 2006 | Noturna | Felipe Vernizzi | Ficção               | 16 mm                 | Florianópolis                      |                                                   | |
| 2006 | Olho fixo vendo o tempo (de cada coisa)                                                                               | Felipe Brandalise | Experimental         | Vídeo                 | Florianópolis                      |                                                   | |
| 2006 | Por trás de Reagan II                                                                                                 | Angela Faoro e William Martins | Ficção               | Vídeo                 | Florianópolis                      |                                                   | |
| 2006 | Pesca da Tainha | Ademir Damasco | Documentário         | Vídeo                 | Florianópolis                      |                                                   | |
| 2006 | Quem casa quer casa                                                                                                   | Adriana Nieves | Ficção “Chanchada”   | Vídeo                 | Florianópolis                      |                                                   | |
| 2006 | Raízes açorianas | Carolina Coral | Documentário         | Vídeo                 | Florianópolis                      |                                                   | |
| 2006 | O retrato de Doriana extra cremosa com sal                                                                            | Alan Langdon | Experimental         | Vídeo                 |                                    |                                                   | |
| 2006 | Se fosse assim era pra ser                                                                                            | Betina Humeres | Ficção               | Vídeo                 | Florianópolis                      |                                                   | |
| 2006 | Seo Chico - Um Retrato                                                                                                | JOsé Rafael Mamigonian | Documentário         | 35 mm                 | Florianópolis                      |                                                   | Contemplado pelo Prêmio Catarinense de Cinema FCC 2001 Prêmio de Melhor Fotografia - XV Cine Ceará Prêmio especial do Juri – Forumdoc.bh 2005 |
| 2006 | Sinestesia | Paulo Maisatto | Ficção               | Vídeo                 | Florianópolis                      |                                                   | |
| 2006 | Stormental European Tour 2006                                                                                         | Alexei Leão, Andrei Leão, Marcos Feminella, Rafael Scopel                                                                                      | Documentário         | Vídeo                 | Florianópolis                      |                                                   | |
| 2006 | Tresperimento | Adriana Cunha, Diogo Vaz Franco e Maria Carolina Vieira                                                                                        | Experimental         | Vídeo                 | Florianópolis                      |                                                   | |
| 2006 | Um craque chamado Divino                                                                                              | Penna Filho | Documentário         | 35 mm                 | Florianópolis                      |                                                   | |
| 2006 | O Velho da Bengala | Yannet Brigiller, Rodrigo Amboni | Animação             | Vídeo                 | Florianópolis                      |                                                   | |
| 2006 | Vou-me embora protestando                                                                                             | Carolina Coral e Mariana Costa Lima | Documentário         | Vídeo                 | Florianópolis                      |                                                   | |
| 2007 | 2008 | Fernando sá de Souza | Experimental         | Vídeo                 | Florianópolis                      |                                                   | Exibido no 9º Catavídeo |
| 2007 | À luz de Schwanke | Ivaldo Brasil Jr. e Maurício Venturi | Documentário         | Vídeo                 | Florianópolis                      |                                                   | Contemplado pelo Prêmio Catarinense de Cinema FCC 2007                                                                                        |
| 2007 | Além do Mar | Carolina Vieira Poletto | Ficção               | Vídeo                 | Florianópolis                      |                                                   | Exibido no 9º Catavídeo |
| 2007 | Algo a ver com a morte                                                                                                | Danilo De villa Anastácio | Ficção               | Vídeo                 | Florianópolis                      |                                                   | |
| 2007 | Anseio | Ana Catarina Neves | Experimental         | Vídeo                 | Florianópolis                      |                                                   | Exibido no 9º Catavídeo |
| 2007 | Armadilha para apanhar bruxa                                                                                          | Everson Martins | Experimental         | Vídeo                 | Florianópolis                      |                                                   | Exibido no 9º Catavídeo |
| 2007 | Arte de Rua | Denis Franco Goedert | Documentário         | Vídeo                 | Balneário Camburiú                 |                                                   | Exibido no 9º Catavídeo |
| 2007 | Backstage | Vítor Búrigo | Ficção               | Vídeo                 | Florianópolis                      |                                                   | |
| 2007 | Búzios de Aquário | Silvana Mariani | Documentário         | Vídeo                 | Florianópolis                      |                                                   | Exibido no 9º Catavídeo |
| 2007 | A Caminho | Ficção | Vídeo                | Florianópolis         |                                    |                                                   | |
| 2007 | O Caminho da Vida | Rodrigo Dutra | Ficção               | Vídeo                 | Florianópolis                      |                                                   | |
| 2007 | A Canção do Cigano | Luiz Felipe Sprotte Costa | Documentário         | Vídeo                 | Palhoça                            |                                                   | Exibido no 9º Catavídeo |
| 2007 | Cleide - The Closet Lover                                                                                             | Renan Blah e Carla Italiano | Ficção               | Vídeo                 |                                    |                                                   | |
| 2007 | Corra Santiago | Marcos Santiago Fritsch | Ficção               | Vídeo                 | Chapecó / Florianópolis / Brasilia | Conjuração Trash Produções                        | |
| 2007 | Delírios e Cigarros                                                                                                   | Rhaissa Pinto; Taynah MIrandae; Thais Aguiar                                                                                                   | Ficção               | Vídeo                 | Florianópolis                      |                                                   | |
| 2007 | Desejos | Alessandra Collaço da Silva | Ficção               | Vídeo                 | Florianópolis                      |                                                   | |
| 2007 | El Passaporte | Fernando Sá de Souza | Experimental         | Vídeo                 | Florianópolis                      |                                                   | |
| 2007 | Elektra | Carla Italiano e Nina Kopko | Ficção               | Vídeo                 | Florianópolis                      |                                                   | |
| 2007 | Escuta-me | Tcharles Barbose | Ficção               | Vídeo                 | Florianópolis                      |                                                   | |
| 2007 | Eu Soldadinho, ela Bailarina                                                                                          | Adriana Gama | FIcção               | Vídeo                 | Florianópolis                      |                                                   | |
| 2007 | Guerra de Sombras | Fernando Leão | Ficção               | Vídeo                 | Lages                              |                                                   | |
| 2007 | História | Marcelo Gonçalves Cunha | Ficção               | Vídeo                 | Florianópolis                      |                                                   | |
| 2007 | Imperceptível | Everson Martins |                      | Vídeo                 | Florianópolis                      |                                                   | |
| 2007 | As Incríveis Aventuras de Asdrúbal na Grecia Antiga                                                                   | Giovana N. C. Pereira | Animação             |                       | Florianópolis                      |                                                   | |
| 2007 | O Joaquim | Márcia Paraíso | Documentário         | Vídeo                 | Florianópolis                      |                                                   | |
| 2007 | O Lado de K | |                      | Florianópolis         | Câmera Olho Produções              |                                                   | |
| 2007 | Leste do Sol, Oeste da Lua                                                                                            | Patrícia Monegatto Lopes | Animação             | Vídeo                 | Florianópolis                      |                                                   | |
| 2007 | Lúcia McCartney | Jefferson Rocha-ANgélica do Amaral | Experimental         | Vídeo                 | Florianópolis                      |                                                   | |
| 2007 | Luiz Henrique - No Balanço do Mar                                                                                     | Ieda Beck | Documentário         |                       | Florianópolis                      |                                                   | |
| 2007 | Mar de Dentro | Paschoal Samora | Documentário         | 35 mm                 | Florianópolis                      | Terra de Ninguém Filmes; Mixer                    | |
| 2007 | Mercado de Histórias - A construção do Mercado na memória popular de Florianópolis                                    | Bianca Chiaradia | Documentário         | Vídeo                 | Florianópolis                      |                                                   | Contemplado pelo Edital Armando Carreirão (FUNCINE) 2005                                                                                      |
| 2007 | O Mistério do Boi de Mamão                                                                                            | Luiza de Luz Lins | Ficção               | Vídeo                 | Florianópolis                      |                                                   | Vencedor do Edital Curta Criança do Ministério da Cultura em 2004 Exibido na 5ª Mostra de Cinema Infantil de Florianópolis                    |
| 2007 | Mnésia | Oscar R. Junior | Ficção               | Vídeo                 | Florianópolis                      |                                                   | |
| 2007 | Momentos de Lugar Algum                                                                                               | Paulo Maisatto e Maira Corrêa | Documentário         | Vídeo                 | Florianópolis                      |                                                   | |
| 2007 | Mosaico de Histórias de Amor                                                                                          | Renato Turnes | Ficção               | Vídeo                 | Florianópolis                      |                                                   | Exibido no 9º Catavideo |
| 2007 | A Mudança de Pedro, Paula                                                                                             | Fernanda Fraiz | Experimental         | Vídeo                 | Florianópolis                      |                                                   | |
| 2007 | O Medianeiro | Saulo Popov Zambiasi | Ficção               | Vídeo                 | Florianópolis                      | Conjuração Trash Produções                        | |
| 2007 | Ojos Negros | Yanina Paralta | Ficção               | Vídeo                 | Florianópolis                      |                                                   | |
| 2007 | Olhar de um Cineasta                                                                                                  | César Cavalcanti | Documentário         | Vídeo                 | Florianópolis                      |                                                   | |
| 2007 | Oroboro | Maurício Antonângelo | Ficção               | Vídeo                 | Florianópolis                      |                                                   | Exibido no 41º Festival de Brasília Exibido no Festival Internacional de Curta-metragens de São Paulo de 2008 Exibido no FAM 2008             |
| 2007 | Palco | Paulo Henrique dos Santos Souza | Ficção               | Vídeo                 | Florianópolis                      |                                                   | |
| 2007 | A Parte | Lucas Alves e José Manuel Sappino |                      | Vídeo                 |                                    |                                                   | |
| 2007 | Perseguições de uma outra guerra                                                                                      | Beto e Lallo Bocchino | Documentário         | Vídeo                 | Itajaí                             |                                                   | |
| 2007 | Passeio Hippie, Pseudo Beatinik e Semi Bicho Grilho                                                                   | Domingos Longo | Experimental         | Vídeo                 | São José                           |                                                   | |
| 2007 | Poliedro | Felipe Moraes | Ficção               | Vídeo                 | Florianópolis                      |                                                   | |
| 2007 | O Preço da Liberdade                                                                                                  | Nilton C. Storino Junior, Eduardo Scandaroli Rodrigues, Wellington Santos Cruz, Rafaella Sígolo Coury, Alex Vissoto                            | Ficção               | Vídeo                 | Florianópolis                      |                                                   | |
| 2007 | Quem disse que eu estou indo pra casa?                                                                                | Marco Stroisch | Ficção               | Vídeo                 | Florianópolis                      |                                                   | Exibido no 9º Catavídeo |
| 2007 | Profetas da Chuva e da Esperança                                                                                      | Márcia Paraíso | Documentário         |                       | Florianópolis                      |                                                   | |
| 2007 | A professora em uma comunidade alemã                                                                                  | Irene Rios da Silva | Documentário         | Vídeo                 |                                    |                                                   | |
| 2007 | Qualquer coisa que não saiba morrer                                                                                   | Aline Maciel | Experimental         | Vídeo                 | Florianópolis                      |                                                   | |
| 2007 | Rotina | Rodrigo Rodrigues | Ficção               | Vídeo                 | Florianópolis                      |                                                   | |
| 2007 | Saiu na TV | Bernardo Garcia | Ficção/Mockumentário | Vídeo                 | Florianópolis                      |                                                   | |
| 2007 | Santa | Marina Scherer | Ficção               | Vídeo                 | Florianópolis                      |                                                   | |
| 2007 | O ser ser o ser | Lina Lavoratti | Experimental         | Vídeo                 | Florianópolis                      |                                                   | Exibido no 9º Catavídeo |
| 2007 | Silêncios | Renato Magalhães | Ficção               | Vídeo                 | Florianópolis                      |                                                   | Exibido no 9º Catavídeo |
| 2007 | A Sociedade das Apostas                                                                                               | Thiago Schmidt Rodrigues de Quadros | Ficção               | Vídeo                 | Florianópolis                      |                                                   | |
| 2007 | Sofia | Alexandre Franco | Ficção               | Vídeo                 | Florianópolis                      |                                                   | |
| 2007 | Strip Poker | Cristian Abes | Ficção               | Vídeo                 | Florianópolis                      |                                                   | |
| 2007 | O Trem entre as Rosas                                                                                                 | Renan Blah, Naara Santos | Ficção               | Vídeo                 | Florianópolis                      |                                                   | |
| 2007 | Trombada | Renan Blah | Ficção               | Vídeo                 | Florianópolis                      |                                                   | |
| 2007 | Um chá para dois | Angela Faoro | Ficção               | Vídeo                 | Florianópolis                      |                                                   | |
| 2007 | Um dedo de Prosa | Gabriela Damasceno | Ficção               | Vídeo                 | Florianópolis                      |                                                   | |
| 2007 | Um Trailer em Chamas                                                                                                  | Gurcius Gewdner | Animação             | Vídeo                 | Florianópolis/Joinville            |                                                   | |
| 2008 | 9m X 15 | Alejandro Ahmed e Marco Martins | Documentário         | Vídeo                 | Florianópolis                      |                                                   | |
| 2008 | Alice | Paula Pazinato | Ficção               | Vídeo                 | Florianópolis                      |                                                   | |
| 2008 | Amanda e Monick | André da Costa e Pinto | Documentário         |                       |                                    |                                                   | |
| 2008 | Aos espanhóis confinantes                                                                                             | Ângelo Clemente Sganzerla | FIcção               | 35 mm                 | Florianópolis                      |                                                   | Contemplado pelo Prêmio Cinemateca Catarinense FCC 2002 Exibido na 32ª Mostra Internacional de Cinema de São Paulo                            |
| 2008 | Aquário | Cíntia Domit Bittar | Ficção               | Vídeo                 | Florianópolis                      |                                                   | |
| 2008 | Aquífero Guarani, gigante desconhecido                                                                                | Márcia Paraíso | Documentário         | Vídeo                 | Florianópolis                      |                                                   | |
| 2008 | Black Peace | Diogo Ramon Carpes Alves Vanolli | Ficção               | Vídeo                 | Florianópolis                      |                                                   | |
| 2008 | Canção de Embarque | Christian Abes | Experimental         | Vídeo                 | Florianópolis                      |                                                   | |
| 2008 | O Convite | Gustavo Bueno Laranjeira | Ficção               | Vídeo                 | Florianópolis                      |                                                   | |
| 2008 | As costuras do guarda-chuva de Lautreamónt                                                                            | Ana Carolina von Hertwig e Rodrigo Ramos | Experimental         | Vídeo                 | Florianópolis                      |                                                   | |
| 2008 | Crescendo | Mauro Ramos | Ficção               | Vídeo                 | Florianópolis                      |                                                   | |
| 2008 | Da Fenda ao Abismo | Leonardo Dal Bó | Ficção               | Vídeo                 | Florianópolis                      |                                                   | |
| 2008 | Deep Space Worms | Richard Valentini | Ficção               | Vídeo                 | Florianópolis                      |                                                   | |
| 2008 | Depois Daquela Festa                                                                                                  | Saulo Popov Zambiasi | Ficção               | Vídeo                 | Chapecó                            | Conjuração Trash Produções                        | |
| 2008 | Desilusão | Bob Barbosa e Marco Stroisch | Ficção               | 35 mm                 | Florianópolis                      |                                                   | Contemplado pelo Prêmio Catarinense de Cinema FCC 2005                                                                                        |
| 2008 | Entropia | Lucian Chaussard | Ficção               | Vídeo                 | Florianópolis                      |                                                   | |
| 2008 | Erotikós Corpos em Movimento                                                                                          | Melina Curi | Ficção               | Vídeo                 | Florianópolis                      | Produtora Sublime                                 | |
| 2008 | Expedição Leão Baio                                                                                                   | Márcia Paraíso | Documentário         | Vídeo                 | Florianópolis                      |                                                   | |
| 2008 | Fade | João Rafael Gomes Vaz | Ficção               | Vídeo                 | Florianópolis                      |                                                   | |
| 2008 | Falua Rodante | Samuel Imparato | Ficção               | Vídeo                 | Florianópolis                      |                                                   | |
| 2008 | Farinhada | Ademir Damasco | Documentário         | Vídeo                 | Florianópolis                      |                                                   | |
| 2008 | Festival Geração 2008                                                                                                 | Cristiane Ugolini | Experimental         |                       | Florianópolis                      |                                                   | |
| 2008 | Franklin Cascaes | Edina de Marco, José Rafael Mamigonian e Norberto Verani Depiozzolati                                                                          | Documentário         |                       | Florianópolis                      |                                                   | |
| 2008 | História da Cerveja em Santa Catarina                                                                                 | Andrés Peter | Documentário         | Vídeo                 | Florianópolis                      |                                                   | |
| 2008 | A humanidade em cada um de nós                                                                                        | Elizabeth Santos Felício | Documentário         | Vídeo                 | Florianópolis                      |                                                   | |
| 2008 | Interlúdio | Felipe Moraes | Ficção               | Vídeo                 | Florianópolis                      |                                                   | |
| 2008 | Kamatori | Alexandre Fuchigami | Ficção               | Vídeo                 | Florianópolis                      |                                                   | |
| 2008 | Martinho de Haro - A cidade reinventada                                                                               | Chico Pereira | Documentário         | Vídeo                 | Florianópolis                      |                                                   | |
| 2008 | Meninos do Engenho | Ademir Damasco | Documentário         | Vídeo                 | Florianópolis                      |                                                   | |
| 2008 | A Mesa | Maria Augusta V. Nunes | Experimental         | Vídeo                 | Florianópolis                      |                                                   | |
| 2008 | Miragem | Bruno Pucci | Experimental         | Vídeo                 | Florianópolis                      |                                                   | |
| 2008 | Mocotó do Morro | Direção Coletiva | Documentário         | Florianópolis         |                                    |                                                   | |
| 2008 | No Meu Lugar | Marcele Emerin, ANdré Zacchi e Christian Abes                                                                                                  | Documentário         | Vídeo                 | Florianópolis                      |                                                   | |
| 2008 | Num Piscar | Deici Dias | Ficção               | Vídeo                 | Florianópolis                      |                                                   | |
| 2008 | Ondulações | Vinicius Muniz | Ficção               | Vídeo                 | Florianópolis                      |                                                   | |
| 2008 | Ponto | Manuel Augusto Dischinger Moura | Ficção               | Vídeo                 | Florianópolis                      |                                                   | |
| 2008 | A personalíssima Dete Piazza                                                                                          | Carolina Coral | Documentário         | Vídeo                 | Florianópolis                      |                                                   | |
| 2008 | Quanto ao Fututro | Christian Abes | Ficção               | Vídeo                 | Florianópolis                      |                                                   | |
| 2008 | Sistema de Animação                                                                                                   | Guilherme Ledoux e Alan Langdon | Documentário         | Vídeo                 | Florianópolis                      |                                                   | |
| 2008 | A Sombra da Bernunça                                                                                                  | Renan Blah | Ficção               | Vídeo                 | Florianópolis                      |                                                   | |
| 2008 | Tempo de Redenção | Denis Franco Goedert | Ficção               | Vídeo                 | Balneário Camburiú                 |                                                   | |
| 2008 | TOC | Carlos Eduardo dos Reis, Nastaja Brehsan, Rafaela Amaro e Thiago Panchiniak                                                                    | Experimental         | Vídeo                 | Florianópolis                      |                                                   | |
| 2008 | Uma Noite de Calor | Simone Bastos | Ficção               | Vídeo                 | Florianópolis                      |                                                   | |
| 2008 | O universo bucólico de Franklin Cascaes - A procura do Boitatá afugentado                                             | Chico Pereira | Documentário         | Vídeo                 | Florianópolis                      |                                                   | |
| 2008 | Vale Verde | Bernardo Gomes | Ficção               | Vídeo                 | Florianóplis                       |                                                   | |
| 2008 | Oto | Vitor Cordeiro | Ficção               | Vídeo                 | Florianópolis                      |                                                   | |
| 2008 | Vim dizer que estou indo                                                                                              | Yannet Briggiler | Animação             | Vídeo                 |                                    |                                                   | |
| 2009 | Vago | Lucas Nero | Ficção               | Vídeo                 | Florianópolis                      |                                                   | |
| 2008 | Yaminin | Cristiano Koji Kodama | Ficção               | Vídeo                 | Florianópolis                      |                                                   | |
| 2008 | Zebra | Luciano Razera | Ficção               | Vídeo                 | Florianópolis                      |                                                   | |
| 2009 | 2 Ways | Vandrei Jaques | Ficção               | Vídeo                 | Florianópolis                      |                                                   | |
| 2009 | 14 Noites | Christian Abes | Ficção               | Vídeo                 | Florianópolis                      |                                                   | |
| 2009 | Amarras | Letícia Kapper | Documentário         | Vídeo                 | Florianópolis                      |                                                   | Contemplado pelo Edital Armando Carreirão (FUNCINE)                                                                                           |
| 2009 | Ângelo, o coveiro | Renato Turnes | Ficção               | Vídeo                 | Florianópolis                      |                                                   | Contemplado pelo Prêmio Catarinense de Cinema FCC 2007                                                                                        |
| 2009 | Armatron e D-Droid | Marcello Trigo | Ficção               | Vídeo                 | Florianópolis                      |                                                   | |
| 2009 | Betova 365 | Alan Langdon | Documentário         | Vídeo                 | Urubici                            |                                                   | |
| 2009 | O Campeonato de Pescaria                                                                                              | Luiza Lins e Marco Martins | Ficção               | Vídeo                 | Florianópolis                      |                                                   | |
| 2009 | Carteiro | Marcos Elias Berghahn | Ficção               | Vídeo                 | Florianópolis                      |                                                   | |
| 2009 | As chaves, o mimeografo e a prova de matemática                                                                       | Carol Gesser | Ficção               | Vídeo                 | Florianópolis                      |                                                   | |
| 2009 | Crisálida | Lígia Maciel Ferraz | Ficção               | Vídeo                 | Florianópolis                      |                                                   | |
| 2009 | O Corpo - Mente | Bruno Ropelato | Experimental         | Vídeo                 | Florianópolis                      |                                                   | |
| 2009 | Da Janela | Giovana Zimermann e Sebastião Braga | Ficção               | Vídeo                 | Florianópolis                      |                                                   | |
| 2009 | Desaprumo | Marcos Vinícius D’Elboux | Ficção               | 35 mm                 | Florianópolis                      |                                                   | |
| 2009 | (Des)construção | Saulo Popov Zambiasi | Ficção               | Vídeo                 | Florianópolis                      | Conjuração Trash Produções                        | |
| 2009 | Desenho Cego | Erica Passig | Ficção               | Vídeo                 | Florianópolis                      |                                                   | |
| 2009 | O dia em que o boi veio para jantar                                                                                   | Fernanda Lago, Rafael Pereira, Renato Cristofoletti, Tatiana Lee e Maurício Muniz                                                              | Ficção               | Vídeo                 | Florianópolis                      |                                                   | |
| 2009 | Domésticas para a vida                                                                                                | Paulo Henrique de Moura | Documentário         | Vídeo                 | Itajaí                             |                                                   | |
| 2009 | El Panda | Osvaldo Luciano | Ficção               | Vídeo                 | Florianópolis                      |                                                   | |
| 2009 | Espírito de Porco | Chico Faganello | Documentário         | Vídeo                 |                                    |                                                   | Contemplado pelo Prêmio Catarinense de Cinema FCC 2005                                                                                        |
| 2009 | ET - Emissário da Terra                                                                                               | Rafael Schlichting | Ficção               | 35 mm                 | Florianópolis                      |                                                   | Contemplado pelo Prêmio Arnando Carreirão 2008 (FUNCINE)                                                                                      |
| 2009 | Flores e Cigarros | William Martins | Ficção               | Vídeo                 | Florianópolis                      |                                                   | |
| 2009 | Fotossensível | Kike Kreuger | Documentário         | Vídeo                 | Florianópolis                      |                                                   | Exibido no Festival de Curta-metragens de São Paulo de 2009                                                                                   |
| 2009 | G | Loli Menezes | Experimental         | Vídeo                 | Florianópolis                      |                                                   | |
| 2009 | Game Over | Luis Gustavo D. dos Anjos e Arthur “Tatau” | Ficção               | Vídeo                 | Florianópolis                      |                                                   | |
| 2009 | Isca | Yannet Briggiler | Animação             | Vídeo                 | Florianópolis                      |                                                   | |
| 2009 | Joãozinho, Buh! | Rafael Martins | Ficção               | Vídeo                 | Florianópolis                      |                                                   | |
| 2009 | Maciço | Pedro MC | Documentário         | Vídeo                 | Florianópolis                      |                                                   | Contemplado pelo Prêmio Cinemateca Catarinense FCC 2005                                                                                       |
| 2009 | Malabares - O filho dos outros                                                                                        | Mara Salla | Ficção               | 35 mm                 | Florianópolis                      |                                                   | |
| 2009 | A Mão do Macaco | Jefferson Bittencourt | Ficção               | Vídeo                 | Florianópolis                      |                                                   | Contemplado pelo Prêmio Catarinense de Cinema FCC 2005                                                                                        |
| 2009 | Memórias de Jorge Lacerda                                                                                             | Roberto Lacerda Westrupp | Documentário         | Vídeo                 | Florianópolis                      |                                                   | Exibido no 1º Festival de cinema de Parauapebas – Curta Carajás                                                                               |
| 2009 | Minha Geladeira | Thiago de Verney Inocêncio | Animação             | Vídeo                 | Florianópolis                      |                                                   | |
| 2009 | Mundo Novo | Peter Gossweiler | Experimental         | Vídeo                 | Palmitos                           |                                                   | |
| 2009 | Mundo Selvagem | Marcia Paraiso | Documentário         | Vídeo                 | Florianópolis                      |                                                   | |
| 2009 | Oito doses de conhaque                                                                                                | Breno Turnes | Ficção               | Vídeo                 | Florianópolis                      |                                                   | |
| 2009 | Perdi meu escamento em Urubici                                                                                        | Alan Langdon | Documentário         | Vídeo                 | Urubici                            |                                                   | |
| 2009 | O Pescador de Sonhos                                                                                                  | Igor PItta Simões | Animação             | Vídeo                 | Florianópolis                      |                                                   | |
| 2009 | Que Cheiro de Grama Cortada no Frio                                                                                   | Heitor Caramez | Ficção               | Vídeo                 | Florianópolis                      |                                                   | |
| 2009 | O Que Ficou de Nós Dois                                                                                               | Munick Polli | Ficção               | Vídeo                 | Florianópolis                      |                                                   | |
| 2009 | Quimera | Melissa Lipinski | Ficção               | Vídeo                 | Florianópolis                      |                                                   | |
| 2009 | Se eu morresse amanhã                                                                                                 | Ricardo Weschenfelder | Ficção               | 35 mm                 | Florianópolis                      |                                                   | Contemplado pelo Prêmio Cinemateca Catarinense FCC 2007 Exibido no Florianópolis Audiovisual Mercosul 2009                                    |
| 2009 | Sem Palavras | Katia Klock | Documentário         | Vídeo                 | Florianópolis                      |                                                   | Contemplado pelo Prêmio Catarinense de Cinema FCC 2007                                                                                        |
| 2009 | Sereia | Rodrigo Amboni | Animação             | Vídeo                 | Florianópolis                      |                                                   | |
| 2009 | Tanto | Nataly Callai | Ficção               | Vídeo                 | Florianópolis                      |                                                   | |
| 2009 | Te vejo no espaço | Matheus Roberto Souza | Ficção               | Vídeo                 | Florianópolis                      |                                                   | |
| 2009 | Uma Camélia Vermelha                                                                                                  | Bob Barbosa | Ficção               | Vídeo                 | Florianópolis                      |                                                   | Contemplado pelo Edital Armando Carreirão 2008                                                                                                |
| 2009 | Uma Lagoa de Cuidados                                                                                                 | Laura D. R. Castilho | Documentário         | Vídeo                 | Florianópolis                      |                                                   | |
| 2009 | Uma Luz no Fim do Túnel                                                                                               | Antônio Zanella | Documentário         | Vídeo                 | Florianópolis                      |                                                   | |
| 2009 | Uma tarrafa para Cascaes                                                                                              | Fancis Silvy | Documentário         | Vídeo                 | Florianópolis                      |                                                   | |
| 2010 | Anomalia | Luiz Henrique Lima Sebastião | Ficção               | Vídeo                 | Palhoça                            |                                                   | |
| 2010 | A Tortura ou O Paradoxo do Teletransporte                                                                             | Saulo Popov Zambiasi | Ficção               | Vídeo                 | Florianópolis                      | Conjuração Trash Produções                        | |
| 2010 | Ballet das coisas | Bruna Granucci | Ficção               | Vídeo                 | Florianópolis                      |                                                   | |
| 2010 | Beijo de Arame Farpado                                                                                                | Marco Martins | Ficção               | 35 mm                 | Florianópolis                      |                                                   | Contemplado no Prêmio Catarinense de Cinema FCC 2007 Exibido no FAM 2010                                                                      |
| 2010 | Contra Pêlos | Danilo Seeman | Ficção               | Vídeo                 | Florianópolis                      |                                                   | |
| 2010 | Destina-se | Melina Curi | Ficção               | Vídeo                 | Florianópolis                      | Produtora Sublime                                 | Contemplado pelo Edital Armando Carreirão FUNCINE 2009                                                                                        |
| 2010 | Ein Prosit! | Guto Lima | Documentário         | 35 mm                 | Florianópolis                      |                                                   | Contemplado pelo Prêmio Catarinense de Cinema FCC 2008                                                                                        |
| 2010 | Enquanto Isso | Chico Nascimento | Animação             | Vídeo                 | Palhoça                            |                                                   | |
| 2010 | O Jardineiro e o Pirata                                                                                               | Patrícia Monegatto Lopes e Stella Bloss | Documentário         | Vídeo                 | Florianópolis                      |                                                   | |
| 2010 | Maestro Heinz Geyer                                                                                                   | Andréas Peter | Documentário         | Vídeo                 | Florianópolis                      |                                                   | |
| 2010 | Mulheres da Terra | Marcia Paraiso | Documentário         | Vídeo                 | Florianópolis                      | Plural Filmes                                     | |
| 2010 | Ovonovelo | Fernando Boppré e Maria Emília Azevedo | Documentário         | Vídeo                 | Florianópolis                      |                                                   | Contemplado pelo Prêmio Catarinense de Cinema FCC 2008                                                                                        |
| 2010 | Semvida | Diego Lara | Ficção               | Vídeo                 | Itajaí                             |                                                   | Financiado através da Lei Municipal da cidade de Itajaí                                                                                       |
| 2010 | SHHH! | Ayaça C. Castro | Experimental         | Vídeo                 | Florianópolis                      |                                                   | |
| 2011 | Não é Aqui: Um olhar externo sobre a cidade contemporânea e sua relação espaço-tempo do ponto de vista de um viajante | Patricia Leandra Barrufi Pinheiro | Experimental         | Vídeo                 | Florianópolis                      | Conjuração Trash Produções                        | |
| 2011 | Retrato Falado | Oscar R. Júnior e Melissa Lipinski | Ficção               | Vídeo                 | Florianópolis                      |                                                   | Contemplado pelo Edital Armando Carreirão 2010 - Funcine                                                                                      |
| 2012 | Obre na Urbe | Saulo Popov Zambiasi | Vídeoarte            | Vídeo                 | Florianópolis                      | Conjuração Trash Produções                        | |
| 2012 | Linha do Mar | Felipe Vernizzi | FIcção               | Video                 | Florianópolis                      |                                                   | |
|      | 16 Horas | Graciele Galera e Paulo Henrique de Moura | Ficção               | Vídeo                 | Itajaí                             |                                                   | |
|      | 2 em 1 - A evolução do amor                                                                                           | Vilmar Samuel Abreu | Ficção               | Vídeo                 | Florianópolis                      |                                                   | |
|      | ABC… Nunca é tarde para aprender                                                                                      | Dayves Augusto Vegini e Simone Castro | Documentário         |                       | Itajaí                             |                                                   | |
|      | Abismal | Antônio Carlos | Ficção               |                       | Florianópolis                      |                                                   | |
|      | Amigo Imaginário | Gurcianus Gewdner | FIcção               | Vídeo                 | Palmitos                           |                                                   | |
|      | As Cartas de Sofia | Rose Baer | Ficção               | Vídeo                 | Florianópolis                      |                                                   | |
|      | Aventuras na Ilha da Magia                                                                                            | Rubens Belli | Animação             | 35 mm                 | Florianópolis                      |                                                   | Contemplado pelo Prêmio Catarinense de Cinema FCC 2001                                                                                        |
|      | Bathsphere | Elisa Everson e Zé Guilherme | Experimental         | Vídeo                 |                                    |                                                   | |
|      | O Besouro e o Beija-Flor                                                                                              | Mika Plaza e Julião Goulart |                      |                       |                                    |                                                   | |
|      | Boa Sorte | Lucas Palpita | Experimental         | Vídeo                 |                                    |                                                   | |
|      | Breve Passagem | Jefferson Bittencourt e Loli Menezes | Documentário         | Vídeo                 | Florianópolis                      |                                                   | |
|      | Burguesa - História de gente e de lixo                                                                                | Giane Maria de Souza | Documentário         | Vídeo                 | Florianópolis                      |                                                   | |
|      | Capota de Fusca | Karla Simas | Ficção               | Vídeo                 | Florianópolis                      |                                                   | |
|      | Católicos e Protestantes - Um confluto em Santa Isabel                                                                | Direção coletiva |                      | Vídeo                 |                                    |                                                   | |
|      | Cerâmica na Educação                                                                                                  | Tânia Maria Ramires | Documentário         | Vídeo                 | Florianópolis                      |                                                   | |
|      | Certa Noite | Simone Bastos | Ficção               | Vídeo                 | Florianópolis                      |                                                   | |
|      | Ciclo das Horas | Scheila Ana Calgaro | Documentário         | Vídeo                 | Itajaí                             |                                                   | |
|      | Cine ARt 7: Os Descaminhos da Memória                                                                                 | Phelipe Janning e Andrezza Mello | Documentário         | Vídeo                 | Florianópolis                      |                                                   | |
|      | Clímax | Gurcius Gewdner | Animação             | Vídeo                 | Florianópolis                      |                                                   | |
|      | A Crise de Arcísio | Janaína Dalri e Renato Magalhães | Ficção               |                       | Florianópolis                      |                                                   | |
|      | Consegue Ver | Lucas Palpita | Experimental         |                       |                                    |                                                   | |
|      | Contraponto | Marcelo F. de Souza | Ficção               |                       |                                    |                                                   | |
|      | Crônica de uma morte inesperada                                                                                       | André Bathke Humeres | Ficção               | Vídeo                 | Florianópolis                      |                                                   | |
|      | A Dança do Poder | Guilherme Haas | FIcção               |                       | Florianópolis                      |                                                   | |
|      | Dark Angel | Gurcius Gewdner | Animação             | Vídeo                 | Palmitos                           |                                                   | |
|      | Desafio de um Rei | Karen R. Keppe e Rafael Costa | Animação             | Vídeo                 |                                    |                                                   | |
|      | Desconstruindo o Estigma                                                                                              | Pablo-Mizraji | Documentário         | Vídeo                 | Florianópolis                      |                                                   | |
|      | O dia em que o rádio foi maior que o fogo                                                                             | Beto e Lallo Bocchino | Documentário         | Vídeo                 | Itajaí                             | Pangéia Produções                                 | |
|      | Dobra | Penna Filho | Ficção               | 35 mm                 | Florianópolis                      |                                                   | Contemplado pelo Prêmio Catarinense de Cinema FCC 2005                                                                                        |
|      | Doce Turminha e o Bom Samaritano                                                                                      | Eduardo Drachinski | Animação             | Vídeo                 | Florianópolis                      |                                                   | |
|      | Os dois lados da vida                                                                                                 | Débora Santini/Leandro Batz/Peter Francis/Willian S.F.                                                                                         | Ficção               |                       | Florianópolis                      |                                                   | |
|      | Educação | Fábio Porto | Ficção               |                       | Joinville                          |                                                   | |
|      | Elaboratório | Poliana Martinelli | Ficção               | Vídeo                 | Florianópolis                      |                                                   | |
|      | O Espectador | Fernando Tomaz | Ficção               | Vídeo                 | Florianópolis                      |                                                   | |
|      | Fpolis_XX, Ano 3.025                                                                                                  | Everson Martins | Experimental         |                       | Florianópolis                      |                                                   | |
|      | Florianópolis, uma história a ser contada                                                                             | Fernando C. Klepzig | Documentário         |                       | Florianópolis                      |                                                   | |
|      | O Gato Branco | Cíntia Domit Bittar | Experimental         | Vídeo                 | Florianópolis                      |                                                   | |
|      | O Gato e o Diabo | Dirce Waltrick do Amarante e Aline Maciel | Ficção               |                       | Florianópolis                      |                                                   | |
|      | Gift (Sunday) | Alan Langdon | Ficção               |                       | Florianópolis                      |                                                   | |
|      | HEY! TU! TODO MUNDO (PSYCOCHARME)                                                                                     | Alan Langdon e Guilherme Ledoux | Experimental         | Vídeo                 | Florianópolis                      |                                                   | Exibido no 6º Catavideo |
|      | A História de Love | Uriel Pereira | Ficção               | Vídeo                 | Florianópolis                      |                                                   | |
|      | O Homem que Venceu o Sindicato                                                                                        | Mateus Monteiro | Documentário         |                       | Criciúma                           |                                                   | |
|      | As Horas | Carol Vidal | Experimental         |                       | Florianópolis                      |                                                   | |
|      | I.S.P.O.C. - Vídeo Gripal                                                                                             | Gulherme Ledoux | Experimental         |                       |                                    |                                                   | |
|      | A Ilha dos Ilhéus | Mara Coelho de Souza Lago, Fernanda Lago, Maurício Muniz                                                                                       |                      |                       |                                    |                                                   | |
|      | Imóvel | Felipe Queriquelli e Letícia Colossi | Ficção               |                       | Florianópolis                      |                                                   | |
|      | Impressões | Gabriela A. Brandão e Nicola Gonzaga | Ficção               | Vídeo                 | Florianópolis                      |                                                   | |
|      | Indo | Bruno Vieira da Cunha | Ficção               | Vídeo                 | Florianópolis                      |                                                   | |
|      | Intermitente | Fabrício Porto | Ficção               |                       | Joinville                          |                                                   | |
|      | Interpretação e Imaginário                                                                                            | Mariana Martins | Documentário         |                       |                                    |                                                   | |
|      | Isso é um assalto! | Janaina Fernanda Lichoveski | Ficção               | Vídeo                 | Florianópolis                      |                                                   | |
|      | Jardim do Édem | Uriel Pereira |                      | 35 mm                 | Florianópolis                      |                                                   | |
|      | Joinville - Cidade dos príncipes, das flores e da dança                                                               | Keila Miers | Documentário         |                       | Joinville                          |                                                   | |
|      | La Moda della Casa | Daniel Signorelle | Documentário         | Vídeo                 |                                    |                                                   | |
|      | A Lembrança das Superfícies                                                                                           | Documentário | Vídeo                | Florianópolis         |                                    |                                                   | |
|      | Lurdinha, a Vendedora de Ilusões                                                                                      | Cesar Cavalcanti | Documentário         |                       | Florianópolis                      |                                                   | |
|      | Manifesto Canibal - O Filme                                                                                           | Petter Baiestorf | Ficção               | Vídeo                 | Palmitos                           |                                                   | |
|      | Mar e Cultura | Tatiana Kviatkoski | Documentário         |                       |                                    |                                                   | |
|      | Mata… Céu… e Negros                                                                                                   | Claudia Aguiyrre | Documentário         | Vídeo                 | Florianópolis                      |                                                   | |
|      | O Nobre Deputado Sanguessuga                                                                                          | Petter Baiestof | Ficção               | Vídeo                 | Palmitos                           |                                                   | |
|      | A Noiva do Castelo | Ricardo W. B. da Silva / professor Mauro Fuccilini                                                                                             | Ficção               |                       | Criciúma                           |                                                   | |
|      | O Nome do DJ | Gulhermme Ledoux | Experimental         | Vídeo                 | Florianópolis                      |                                                   | |
|      | Nosso primeiro festival (como convidados VIP, né?!)                                                                   | Alan Langdon | Documentário         | Vídeo                 | Florianópolis                      |                                                   | |
|      | O Olhar Infantil Redescobre Florianópolis                                                                             | Arlei Inocêncio | Documentário         | Vídeo                 | Florianópolis                      |                                                   | |
|      | À Paulista | Alan Langdon | Documentário         | Vídeo                 | Florianópolis                      |                                                   | |
|      | O Pintor e o Oceano                                                                                                   | Jorge Baggio | Documentário         | Vídeo                 | Florianópolis                      |                                                   | |
|      | Pepa | Fernanda Fraiz | Experimental         | Vídeo                 | Florianópolis                      |                                                   | |
|      | Perca-se Permita-se                                                                                                   | Everson Martins | Experimental         | Vídeo                 | Florianópolis                      |                                                   | |
|      | Quando o dia acaba | Sauel Nunes | Documentário         | Vídeo                 | Florianópolis                      |                                                   | |
|      | O Quarto Olhar | Christopher Faust | Ficção               | Vídeo                 | Blumenau                           |                                                   | |
|      | Que buceta do caralho, pobre só se fode!!!                                                                            | Petter Baiestorf | Ficção               | Vídeo                 | Palmitos                           |                                                   | |
|      | Repolho para todos | Marcelo Brasil e Kátia Cordeiro | Ficção               | Vídeo                 |                                    |                                                   | |
|      | Ritual de Passagem | Everson Martins | Experimental         | Vídeo                 | Florianópolis                      |                                                   | |
|      | Saída de Emergência                                                                                                   | Leonel Camasão | Documentário         | Vídeo                 | Joinville                          |                                                   | |
|      | Salto Alto | Geziel Schaucoski de Oliveira | Ficção               |                       | Florianópolis                      |                                                   | |
|      | Scissor, Paper, Rock                                                                                                  | Allan Kanzler e Silva, Caio D´Andrea, Flávia Schiochet, Flora Refosco, Marina Kurth Kinnas                                                     | Animação             | Vídeo                 | Jaraguá do Sul                     |                                                   | |
|      | Sobre atores e palhaços                                                                                               | Renato Turnês, Cláucia Grigolo e Loli Menezes                                                                                                  | Documentário         | Vídeo                 | Florianópolis                      |                                                   | |
|      | Sonido | Cibele Duarte e Fernanda Fraiz | Animação             | Vídeo                 | Florianópolis                      |                                                   | |
|      | Três Punhados de Sonhos                                                                                               | Gleison Vieira | Documentário         | Vídeo                 | Garuva                             |                                                   | |
|      | Tudo começou quando mamãe conheceu papai                                                                              | Gurcius Gewdner | Animação             |                       | Florianópolis/Joinville            |                                                   | |
|      | Um e Outro | Silvana Leal e Loli Menezes | Documentário         | Vídeo                 | Florianópolis                      |                                                   | |
|      | Um Ensaio | Fábio Porto | Ficção               | Vídeo                 |                                    |                                                   | |
|      | Urbano | Camila Luz Sokolowski | Experimental         | Vídeo                 | Florianópolis                      |                                                   | |
|      | Valsinha | Alana Domit Bittar, Alessandra Coral Fischer, Jéssica Pauli de Castro Bonson                                                                   | Animação             | Vídeo                 | Florianópolis                      |                                                   | |
|      | Vernissage | Camila Hoffman | Ficção               | Vídeo                 | Florianópolis                      |                                                   | |
|      | O Vinho das Almas | Michael Ende | Documentário         | Vídeo                 | Florianópolis                      |                                                   | |
|      | Wara Feelin | Gustavo Cacciorro | Experimental         | Vídeo                 | Florianópolis                      |                                                   | |
|      | X | Simone Bastos | Experimental         | Vídeo                 | Florianópolis                      |                                                   | |
| 2014 | Noite Clara | Felipe Vernizzi | Ficção               | Vídeo                 | Florianópolis                      |                                                   | |
| 2014 | A Noite | Rodrigo Amboni | Ficção               | Vídeo                 | Florianópolis                      |                                                   | |
| 2014 | O Samba Daqui | Melina Curi | Ficção               | Vídeo                 | Florianópolis                      | Produtora Sublime, Orbital Filmes e Media Effects | Contemplado pelo Edital Catarinense de Cinema 2009                                                                                            |
| 2014 | Precious | Abner Horn | Ficção               | Vídeo                 | Blumenau                           |                                                   | |
| 2015 | Igreja | Pedro Museka | Ficção               | Vídeo                 | Blumenau                           |                                                   | Vencedor de 5 Prêmios Zenaide de Cinema (2015), incluindo de Melhor Curta-metragem.                                                           |
| 2015 | A Culpa é do Chefe | Kleber Amorim | Ficção               | Vídeo                 | Blumenau                           |                                                   | Vencedor do Prêmio Zenaide de Cinema (2015) de melhor trilha sonora.                                                                          |

### Publicações
ARAÚJO, Vicente de Paula. A bela época do cinema brasileiro. 2.ed. São Paulo: Perspectiva, 1985.
COELHO, Maria Cecília de Miranda Nogueira Cinema: lanterna mágica da história e da mitologia. Florianópolis: Editora UFSC, 2010
MULLER, Carlos Braga. O cinema em Blumenau. Florianópolis: Sem Editora, 2010.
PIRES, José Henrique Nunes; DEPIZZOLATTI, Norberto Verani; ARAUJO, Sandra Mara de. O cinema em Santa Catarina. Florianópolis: Editora da UFSC / Embrafilme, 1987.
PIRES, José Henrique. Cinema e História: José Julianelli e Alfredo Baumgarten, pioneiros do cinema catarinense. Blumenau: Edifurb, 2000
RAMOS, Fernão e MIRANDA, Luis Felipe de. Enciclopédia do Cinema Brasileiro. São Paulo: Editora SENAC, 2000
Catálogos do Florianópolis Audiovisual Mercosul – FAM 1999, 2002, 2003, 2004, 2006, 2007, 2008,2009
Catálogos do 16º e 18º Festival de Curtas-metragens de SP – Kinoforum
REVISTA CINESOFIA – DESDE LA MIRADA, ano 1, nº de apresentação, 1994
REVISTA Ô CATARINA, nº70, 2009

### Acervos
Acervo Cinemateca Catarinense
Acervo da Casa da Memória
Acervo do Catavideo (9º ,10º ,11º)
Banco de Dados da Cinemateca Brasileira – Filmografia Brasileira

### Jornal
A Notícia 11/03/2007 Anexo “Coletânea de filmes do blumenauense Alfredo Baumgarten é exibida na Cinemateca Brasileira”
A Noticia 24/03/2004 Anexo “Cinema para todos”
A Noticia 16/03/2004 Anexo “Curso superior incrementa produção de SC”.
A Noticia 29/09/2001 Anexo “Novo sopro no cinema catarinense”
A Noticia 19/08/2001 Anexo “Kikito dignifica Cinema Catarinense”
A Noticia 25/07/2000 Anexo “A história vista pelo cinema”
A Noticia 01/04/2000 Anexo “Uma manhã para o Cinema Catarinense”
A Noticia 25/11/1996 Anexo “Bang Bang no Planalto – A volta de João Amorim”.
Diário Catarinense 24/20/1996 Variedades “Pintor da História”
Diário Catarinense 17/07/1991 Variedades “Três Catarinense em Gramado”
Diário Catarinense 26/07/1990 Variedades “Memórias do Desterro”
Diário Catarinense 01/08/1991 Variedades “Kikito na mira dos Catarinenses”
Diário Catarinense 20/11/2008 Variedades “Muito Além da Classificação”
Diário Catarinense 02/08/2008 Variedades “Novos olhares catarinas”
Diário Catarinense 01/04/2007 Variedades “Antiga prática da caça à baleia em dois vídeos”
Gazeta do Povo 22/07/1992 Cultura G “Três filmes de Santa Catarina em Exibição na Cinemateca”
Jornal Mural Lages Novembro de 1996 “O homem sem terra – a volta de joão amorim”
O Estado de Santa Catarina 29/04/1990 Caderno 2 “Um discurso em VHS na defesa da Farra do boi”

### Da internet
- http://www.pmf.sc.gov.br/funcine
- http://www.cinemateca.gov.br/